# جک اسکنلن
جک اسکنلن (انگلیسی: Jack Scanlon؛ زادهٔ ۶ اوت ۱۹۹۸) هنرپیشهٔ بریتانیایی است.
از فیلم‌ها یا برنامه‌های تلویزیونی که وی در آن نقش داشته است، می‌توان به پسری در پیژامه راه راه اشاره کرد.